# Mastophoropsis
Mastophoropsis Woelkerling, 1978  é o nome botânico  de um gênero de algas vermelhas pluricelulares da família Hapalidiaceae, subfamília Melobesioideae.

## Espécies
Atualmente apresenta 1 espécie taxonomicamente válida:
- Mastophoropsis canaliculata (Harvey) Woelkerling, 1978